# Rock-o-plane
De rock-o-plane is een machine en attractietype dat oorspronkelijk bedoeld was om piloten in opleiding om te leren gaan met krachten die opspelen tijdens het vliegen. De attractie toont gelijkenissen met het reuzenrad.

## Werking
De rock-o-plane verschilt met het reuzenrad doordat de ronde gondels in de attractie tijdens het draaien van het rad ook zelf gaan draaien. De inzittenden gaan dus over de kop, en draaien ook in een grotere cirkel in het rad. Ze draaien op twee manieren, en hierdoor valt het attractietype onder dat van de spin 'n puke.
In elke gondel kunnen twee mensen. Meestal heeft een rock-o-plane 8 gondels. De gondels hebben een vorm van een ei. Daarom wordt de attractie ook wel Eggs (eieren) genoemd. Een andere bijnaam van de attractie is Skyliners.

## Geschiedenis
De eerste rock-o-plane stamt waarschijnlijk uit nog ver voor 1960 en is vervaardigdigd door de Amerikaan Lee Ulrich Eyerly, die met zijn bedrijf Eyerly Aircraft Co tevens de loop-o-plane, fly-o-plane en roll-o-plane bedacht en ontwikkelde. Hij maakte deze machines oorspronkelijk met de insteek om ze in te zetten bij opleidingen voor piloten, zodat deze in deze machine alvast konden oefenen voordat ze het luchtruim kozen. Toen de loop-o-plane een succes bleek te zijn op een publiek festival, besloot Eyerly de machines ook te gebruiken voor het amusement, vooral op kermissen.
De eerste rock-o-plane in een pretpark werd in 1962 geopend in Skegness amusement park. De rock-o-plane sloeg aanvankelijk alleen in het land van herkomst de Verenigde Staten aan, daarna volgde ook het Verenigd Koninkrijk. Buiten deze twee landen zijn er maar weinig rock-o-planes bekend.
Heden ten dage komt de rock-o-plane niet vaak meer voor kermissen. Enkele pretparken hebben er nog eentje staan.